# Clinocottus acuticeps
Clinocottus acuticeps és una espècie de peix pertanyent a la família dels còtids.

## Descripció
- Fa 6,4 cm de llargària màxima (normalment, en fa 4,4).
- Nombre de vèrtebres: 32-33.[6][7][8]

## Hàbitat
És un peix demersal i de clima temperat (66°N-34°N).

## Distribució geogràfica
Es troba al Pacífic oriental: des de les costes del mar de Bering a Alaska fins al riu Big Sur (Califòrnia, els Estats Units).

## Observacions
És inofensiu per als humans i capaç de respirar aire quan és fora de l'aigua.